# Вознесенская церковь (Рига)
Вознесенская церковь — приходской православный храм в Риге. Относится к Рижскому благочинию Рижской епархии Латвийской православной церкви. Построен в 1867 году.
Рижский Вознесенский приход — старейший латышский православный приход в стране. С момента постройки он никогда не закрывался, даже когда здание не было возможности отапливать.

## История создания
Латышский православный Вознесенский приход был основан 24 января 1845 года.
До постройки церкви службы на латышском языке совершались параллельно службам на церковнославянском в кладбищенской Покровской церкви, переданной приходу 14 апреля 1845 года и приписанной к Александро-Невскому храму. 29 апреля 1845 года была совершена первая церковная служба на латышском языке: её провёл настоятель церкви отец Иаков (Михайлов), в миру управляющий имения графа Шереметева. Он же стал руководить работами по переводу православных церковных книг на латышский язык по поручению Святейшего Синода.
Церковь с самого начала не вмещала и десятой части прихожан, поэтому в Святейший Синод было подано прошение о строительстве новой церкви, которое одобрил лично император Николай I.
Она была построена в 1867 году, была рассчитана на 500 человек. Стоимость возведения 18 770 рублей — эти деньги пожертвовали прихожане, Московское благотворительное общество, а также выделили Синод и правительство Российской империи. В строительстве и обустройстве принимал участие купец Первой гильдии Григорий Ломоносов.
Через год храм был освящён. Богослужения сначала велись на двух языках: русском и латышском. А в 1879 году там остался только латышский приход. В это время там служил священником отец Андрей Кангер (в этом приходе с 20 апреля 1879 по 20 августа 1909 года). По его прошению подъездную дорогу-улицу к храму городские службы уложили брусчаткой.
В 1896 году церковь решили расширить. Первое пожертвование на строительные работы внес епископ Рижский и Митавский Арсений (Брянцев). Проект создал епархиальный архитектор Владимир Иванович Лунский. Добавили пристройки, среднюю часть здания расширили и приподняли. Присоединили новые помещения к алтарной части, на крыше возвели башенки. На шатровой кровле в центре расположена одна большая главка, ещё четыре — по периметру. В работы вложили почти 13 тысяч рублей.
В 1902 году освятили малый алтарь в честь святого Апостола и евангелиста Иоанна Богослова. Через год освятили главный алтарь.
В 1909 году подвели электричество. В общем архитектуру можно охарактеризовать как храм в русском старомосковском стиле.
Главная жемчужина храма — его резной деревянный алтарь. Он выполнен в строгом стиле.
После смерти о. Андрея Кангера в Вознесенском храме служили о. Иоанн Борманис, о. Иоанн Янсон, о. Петр Балодис, о. Кирилл Блодонс, о. Александр Лисманис, о. Петр Берзиньш и другие. Сейчас там служит о. Нил Друваскалнс, ныне почётный настоятель.
С 2010 года по благословению митрополита Рижского и Всея Латвии Александра, трудами настоятеля Нила Друваскалнса и старосты общины Ирены Приеде началась реставрация объекта внутри и снаружи, которую финансировал латвийский предприниматель Ивар Страутиньш. Были установлены новые купола, отреставрированы в соответствии со старинными образцами росписи. 19 мая 2011 года владыка Александр торжественно освятил новые колокола.

## Воскресная школа
Воскресная школа действует в храме несколько лет. Там занимаются дети разных возрастов.

## Детские лагеря
С 1998 по 2005 год были организованы 5 детских лагерей. Там дети и родители занимались творчеством, спортом, а также ходили в походы.

## Благостные события
В 2001 году проходило Архиерейское богослужение на праздник Вознесения Господня. Владыка Александр заметил в иконостасе мироточение Иверской иконы Божией Матери.
В последние годы удивительное и необъяснимое благоухание исходит от образа «Явление Пресвятой Богородицы преподобному Сергию Радонежскому».